# Доброкачествена лимфоретикулоза
Доброкачествена лимфоретикулоза (на латински: Lymphoreticulosis benigna, нарича се и Фелиноза, Треска от одраскване от котка и Болест от котешко одраскване) е остро инфекциозно зоонозно заболяване, характеризиращо се с обща отпадналост, първичен афект на мястото на одраскване, регионарен лимфаденит, повишаване на телесната температура и доброкачествен изход. Предава се на човек при одраскване от животно – най-често представител на семейство котки, по рядко на кучета, като най-чести от тях са домашната котка и куче. Боледуват предимно деца. Причинител на заболяването е Bartonella henselae.

## Исторически сведения за заболяването
За пръв път заболяването е описано от L. Foshay през 1932 г. и R. Derbe през 1960 г. под името „maladiedes griffes du chat“ (болест от котешко одраскване). През 1951 г. P. Mollaret възпроизвежда инфекцията при маймуна след като инокулира лимфен пунктат от болен човек. Поради факта, че не винаги заболяването започва след одраскване от котка, Mollaret предлага името „доброкачествена лимфоретикулоза“.
През 1983 г. D.Wear открива причинителя, а през 1988 г. C. English успява да го култивира в хранителна среда.

## Разпространение
Заболяването е разпространено в целия свят, особено в развитите страни, сред стопани отглеждащи домашни любимци. Значението на заболяването обаче е малко поради по-рядкото му разпространение и сравнително благоприятния изход.

## Етиология
Болестта на котешкото одраскване се причинява от Грам-негативна бактерия, наречена Bartonella henselae. Видът е известен като Rochalimaea henselae и е причисляван към род Rickettsiella. Днес е отделена в род Bartonella. Други известни представители на рода са Bartonella quintana, причинител на волинската треска, Bartonella bacilliformis, причинител на бартонелозата и Bartonella elrzabethae, причиняващ ендокардит.

## Възприемчивост и имунитет
Възприемчивостта сред хората е висока. След преболедуване се изгражда нетраен имунитет, в резултат на което са възможни повторни заболявания.

## Епидемилогия
Източници и резервоари на причинителя са животни, най-често домашната котка и кучето. Обикновено при тях инфекцията протича безсимптонно. Според някои автори заболяването съществува и сред малките гризачи и птици. Котките се заразяват от тях. Етиологичният агент се намира по езика и зъбите на котки и кучета и по ноктите на котките. Заразата постъпва в организма посредством повредена кожа при одраскване, при облизване или ухапване. По-рядко заразяване може да настъпи след консумация на храна консумирана от котка или куче, както и на замърсена с причинителя вода.

## Патогенеза
Входната врата са кожата и лигавиците. На това място се образува първичен афект. По лимфен път причинителите достигат до регионарните лимфни възли. Тук се размножават и предизвикват възпалителни изменения. Възможно е лимфните възли да нагноят, а по-късно и да фистулизират.

## Клинична картина
Инкубационният период продължава от една до осем седмици. При 80% от случаите при входната врата се открива първичен афект. Обикновено това са откритите части на ръцете или краката. Първоначално се проявява като макула, която за няколко дни или седмици прераства в папула, везикула, пустула и язвичка. След няколко дни или седмици язвичката зараства и при повечето от случаите заболяването може да приключи.
Обикновено след 15 – 20 дни от началото на заболяването се развива регионарен лимфонодулит. Най-често е едностранен със засегнати аксиларни, кубитални лимфни възли или по-рядко ингвиналните. Лимфните възли са уголемени, подвижни и болезнени. При 30 до 50% от случаите лимфните възли нагнояват и фистулизират, при което изтича от тях гной.
В редки случаи настъпват усложнения проявяващи се с неврити, радикулити, менингити, миелити, енцефалити.
Прогнозата е добра. В редки случаи болестта протича протрахирано и рецидивиращо за период от една две години.

## Диагноза
В подкрепа на диагнозата са възникването на първичен афект и регионарен лимфонодулит след одраскване или ухапване на котка и по-рядко от куче.

### Патологоанатомични изменения
В засегнатите лимфни възли се образуват епителоидни грануломи. В централната зона на гранулома се открива некроза на клетките и формиране на малки абсцеси. Възпалението може да обхване и съседни тъкани.

### Лабораторна диагноза
Доказването на причинителя става чрез микробиологични и серологични методи. Прилага се и кожноалергична проба. При последната се инжектира алерген. При положителен резултат след 24 до 72 часа на мястото на инжектиране се наблюдава папула или мехурче.

### Диференциална диагноза
Подобни на доброкачествената лимфоретикулоза локални изменения са характерни и за туберкулозата, баналните лимфонодулити, туларемия.
Увеличените лимфни възли са признак за диференциране от инфекциозна мононуклеоза, лимфогрануломатоза, листериоза, токсоплазмоза, бруцелоза.

## Лечение
Добър терапевтичен ефект имат широкоспектърните антибиотици. При нагноили лимфни възли се извършва пункция и промиване. При протрахирано протичане се извършва лечение и с глюкокортикостероиди.

## Профилактика
Профилактиката се свежда до ограничаване на контактите с котки и кучета. Особено внимание се обръща на децата и възможните контакти със скитащи и диви животни. Не е разработена ваксина. Изолация на болните не се налага.